# سيسيليو بايز
سيسيليو بايز (بالإسبانية: Cecilio Báez) (و. 1862 – 1941 م) هو صحفي، وسياسي، ودبلوماسي، ومحام من باراغواي ولد في أسونسيون.
تولى منصب رئيس الباراغواي .